# Porticus Maximae
Le Porticus Maximae ("portici massimi") erano un porticato di Roma antica edificato nel IV secolo d.C. e ubicato nella IX regione augustea, ora non più esistente.

## Storia
Le Porticus Maximae furono costruite verso il 380 d.C..
Rimane probabile traccia del nome dei portici nel nome della Chiesa di Sant'Ambrogio della Massima (de Maxima), per il fatto che tale chiesa si trovava nelle vicinanze dell'inizio dei porticati.

## Descrizione
Il portico fu costruito lungo la strada (forse la Via Tecta o il tratto urbano della Via Trionfale), che collegava il circo Flaminio al Ponte Elio.
Il percorso, tuttora riconoscibile, è quello che passa per via del Portico di Ottavia, via di S.Maria del Pianto, via dei Giubbonari, via dei Cappellari (poi il percorso è probabilmente coincidente con Corso Vittorio Emanuele II), giungendo infine al Ponte Sant'Angelo.
In Via dei Cappellari, nei pressi di Piazza Farnese, in Piazza del Pianto e in Via della Reginella sono stati rinvenuti frammenti di colonne di granito che potrebbero appartenere a questa struttura. Sono anche stati rinvenuti molte colonne e frammenti architettonici (capitelli in marmo) tra Corso Vittorio Emanuele II e le vie Sora e del Pellegrino.
L'Arco di Graziano, Valentiniano e Teodosio, ricordato nelle fonti medioevali, che ne trascrivono l'iscrizione, fu eretto tra il 379 e il 383 e sorgeva presso l'attuale Ponte Sant'Angelo, a conclusione delle Porticus Maximae.
| Planimetria del Campo Marzio meridionale |
| --- |
| Tevere Navalia Circus Flaminius Teatro di Marcello T. di Diana T. della Pietà T. di Giano T. di Giunone T. di Spes Tempio di Bellona Tempio di Apollo Sosiano Tempio di Giove Statore Tempio di Giunone Regina Portico d'Ottavia Portico di Filippo T. d'Ercole Portico d'Ottavio Teatro di Balbo Crypta Balbi Portico di Minucio T. delle Ninfe Diribitorium T. di Giuturna T. della Fortuna T. di Feronia T. dei Lari Permarini Curia di Pompeo Portico di Pompeo Teatro di Pompeo Tempio di Venere Vincitrice Templi di Marte e Nettuno Santuario di Ercole Magnus Custos Tempio di Castore e Polluce Ponte Fabricio Isola Tiberina Porticus Maximae T. di Vulcano Porticus Divorum Villa Publica Hecatostylum T. della Fortuna equestre Anfiteatro di Statilio Tauro (?) |